# Mercator-Gymnasium
Das Mercator-Gymnasium (kurz auch „MG“ oder „MCGD“ genannt) ist ein in der Stadtmitte von Duisburg in Nordrhein-Westfalen gelegenes, städtisches neusprachliches Gymnasium für Mädchen und Jungen mit mathematisch-naturwissenschaftlichem Profil und musisch-künstlerischem Schwerpunkt. Eine Besonderheit der Schule stellt das seit 1991 bestehende Schüleraustauschprogramm mit Russland dar.
Namenspatron der Schule ist der bekannte Kosmograph und Kartograph Gerhard Mercator, der in Duisburg am akademischen Gymnasium (dem heutigen Landfermann-Gymnasium, gleichzeitig Vorläufer der alten Universität) gewirkt hat.

## Geschichte
Das heutige Mercator-Gymnasium wurde auf Beschluss der Stadtverordnetenversammlung der Stadt Duisburg vom 31. Juli 1900 als eine lateinlose Realschule gegründet. Die Aufnahme des Unterrichtsbetriebs erfolgt zum damaligen Schuljahresbeginn am 24. April 1905, erster Schulleiter war Quintin Steinbart, der zuvor Schulleiter am ersten Duisburger Realgymnasium war, dem heutigen Steinbart-Gymnasium.
Am 2. Mai 1905 wurde das neue Schulgebäude an der Musfeldstraße bezogen, in dem die Schule auch heute noch (mit kriegsbedingten Unterbrechungen) untergebracht ist.
Mit der Einrichtung einer 11. Klasse wurde die Schule zum neuen Schuljahr 1910 zur Oberrealschule. Die Umbenennung der bislang schlicht „städtische Oberrealschule für Jungen“ genannten Schule in „Mercatorschule“ erfolgte am 5. November 1926.
Das Schullandheim Maxhan wurde am 27. Oktober 1927 eingeweiht und nach dem Zweiten Weltkrieg am 23. Juli 1949 wiedereröffnet.
Bei einem verheerenden Luftangriff auf Duisburg am 13. Mai 1943 wurde auch das Schulgebäude zerstört. Die alten Hauptgebäude werden bis zum 22. September 1952 wieder fertiggestellt, der Neubau an der Musfeldstraße folgt am 30. Mai 1957.
Der 1938 von den Nazis wegen „politischer Unzuverlässigkeit“ abgesetzte Schulleiter Heinrich Creutzberg übernahm am 1. September 1949 die Leitung der nun zur „Städtischen Oberschule für Jungen, Duisburg-Mitte“ zusammengelegten Realschulen der Duisburger Innenstadt. Das heutige Steinbart-Gymnasium wurde aber schon am 1. April 1949 verwaltungsrechtlich wieder vom Mercator-Gymnasium getrennt, bevor es dann zum 15. April 1954 in sein heutiges Schulgebäude an der Realschulstraße umzog.
Die Übernahme der Patenschaft für die ehemalige Burgschule in Königsberg, dem heutigen Kaliningrad wurde am 25. November 1957 auf einer „allgemeinen Konferenz“ beschlossen und am 27. September 1958 durch den damaligen Schulleiter Anton Pape urkundlich besiegelt. Er starb an einem Herzinfarkt am 9. August 1965, während der Sommerferien des letzten Schuljahres, das damals noch von Ostern bis Ostern verlief.
Dem kommissarischen Schulleiter Fritz Enderling und dem 1966 ernannten Schulleiter Heinz Oberwinder oblag es daher, die beiden Kurzschuljahre zu organisieren, gleichzeitig wurde dem Mercator-Gymnasium als Schulversuch des Landes Nordrhein-Westfalen ein sogenannter F-Zweig zur Erlangung der fachgebundenen Hochschulreife angegliedert. Da unter den 80 Angemeldeten auch 15 Mädchen waren, wurde das Gymnasium außerdem de facto zu einer koedukativen Schule.
Am 1. August 1980 wurde am Mercator-Gymnasium schließlich auch noch ein Zweig in Aufbauform für die Klassen 7 bis 10 eingerichtet. Im Juni 2000 bestanden die letzten Schüler des ausgelaufenen Aufbauzweiges die Abiturprüfung.
Mitte der 1980er Jahre gab es Überlegungen seitens der Stadt Duisburg, das Gymnasium in eine Gesamtschule umzuwandeln, der Rat der Stadt Duisburg stimmte dann am 20. März 1986 aber gegen die geplante Schließung und Umwandlung.
Am 1. August 1999 übernahm Gabriele Boden die Leitung der Schule. Vom Schuljahr 2015/2016 an war Thomas Herden Direktor. Von Februar bis August wurde das Mercator-Gymnasium kommissarisch von Raimund Hermes geleitet. Seit Beginn des Schuljahres 2019/2020 ist Wibke Harnischmacher Schulleiterin.
Für das Schuljahr 2023/2024 ist die Schule als Bündelungsgymnasium ausgewiesen.

## Besonderheiten der Schule

### Sprachangebot
- Englisch ab Klasse 5
- Latein und Französisch ab Klasse 6 oder 10
- Spanisch ab Klasse 9

### Schüleraustausch
Seit 1967 besteht ein Schüleraustauschprogramm mit Rochefort (gemeinsam mit dem Steinbart-Gymnasium). Am 5. April 1989 fuhren erstmals Schüler nach Rochefort. Im November 1991 kam die erste Schülergruppe aus Kaliningrad nach Duisburg.
Mit folgenden Schulen bestehen Austauschprogramme:
|  | Collège Pierre Loti, Rochefort, Frankreich |
|  | Lycée Merleau Ponty, Rochefort, Frankreich |
|  | Gymnasium Nr. 1, Kaliningrad, Russland     |

### Talentschule
Ab dem Schuljahr 2019/2020 nimmt das Mercator-Gymnasium als eine von 35 Schulen in Nordrhein-Westfalen am Schulversuch Talentschulen teil. Der Schulversuch läuft an allen Talentschulen jeweils für sechs Jahre und wird wissenschaftlich begleitet und evaluiert.

### Schule ohne Rassismus – Schule mit Courage
Am 14. Februar 2020 erhielt das Mercator-Gymnasium im Rahmen einer Feierstunde in der Aula die Auszeichnung Schule ohne Rassismus – Schule mit Courage und wurde in das gleichnamige bundesweite Schulnetzwerk aufgenommen.

## Patenschaft
Am 28. Mai 1955 hatte das Duisburger Landfermann-Gymnasium die Patenschaft für das ehemalige Königsberger Collegium Fridericianum übernommen.
Das Mercator-Gymnasium übernahm dann am 27. September 1958 die Patenschaft für die Königsberger Burgschule aus Anlass des bevorstehenden 300-jährigen Gründungsjubiläums.

## Persönlichkeiten
Ehemalige Schüler:
- Willy Peter Reese (1921–1944), deutscher Schriftsteller
- Wim Thoelke (1927–1995), deutscher Showmaster
- Dieter Kürten (* 1935), deutscher Sportjournalist und Fernsehmoderator
- Siegfried Jäger (1937–2020), deutscher Sprachwissenschaftler, Leiter des Duisburger Instituts für Sprach- und Sozialforschung
- Holger Ellerbrock (* 1948), deutscher Politiker (FDP)
- Ulrich Blank (* 1948), deutscher Ingenieur und Manager
- Guido Forsting (1960–2015), deutscher Kommunalpolitiker und Bürgermeister (CDU)
- Sophia Schwabe (* 2003), Hockey-Nationalspielerin

Schulleiter:
- 1901–1905: Quintin Steinbart
- 1905–1922: Ernst Haas
- 1922–1938: Heinrich Creutzberg
- 1938–1945: Karl Kiefer
- 1945–1949: Heinrich Creutzberg
- 1950–1957: August Tewes
- 1957–1958: Hans Schmidthuis (kommissarisch)
- 1958–1965: Anton Pape
- 1965–1966: Fritz Enderling (kommissarisch)
- 1966–1977: Heinz Oberwinder
- 1978–1993: Friedrich Wilhelm Krücken
- 1993–1994: Erhard Neuhoff (kommissarisch)
- 1994–1998: Werner Fuchs
- 1998–1999: Erhard Neuhoff (kommissarisch)
- 1999–2015: Gabriele Boden
- 2015–2019: Thomas Herden
- 2019: Raimund Hermes (kommissarisch)
- seit 2019: Wibke Harnischmacher